# Żychlin
Żychlin – miasto w Polsce w województwie łódzkim, w powiecie kutnowskim, położone na Nizinie Środkowomazowieckiej nad rzeką Słudwią, siedziba gminy miejsko-wiejskiej Żychlin. Miasto stanowi centrum usług dla wielu okolicznych miejscowości. Żychlin leży w historycznej ziemi łęczyckiej.
Według danych GUS z 31 grudnia 2019 r. miasto liczyło 8109 mieszkańców.

## Historia
Wieś szlachecka Żychlin istniała co najmniej od 1309. W 1331 została ona zdobyta przez Krzyżaków. Prawa miejskie miasto otrzymało przed 1397. Od 1744 roku własność Józefa Antoniego Sołłohuba. Do XIX wieku miasto było własnością prywatną. Pod koniec średniowiecza, Żychlin był miejscem, w którym miały miejsce sesje wyjazdowe łęczyckiego sądu grodzkiego.
W drugiej połowie XVI stulecia miasto spotkała klęska pożaru. Powolna odbudowa, a nawet wyjednany u króla przywilej jarmarków nie wpłynął na znaczny rozwój miasta. W 1790 Żychlin liczył 350 mieszkańców i 68 domów.
W XIX wieku liczba ludności miasta znacznie wzrosła, przy czym, tak jak w pobliskim Kutnie, większość mieszkańców stanowili Żydzi. W 1870 na mocy ukazu carskiego Żychlin stracił prawa miejskie. Powodem odebrania praw miejskich był udział mieszczan w powstaniu styczniowym, kiedy to przez kilka, a może nawet kilkanaście dni miasto było wolne od zaborcy. 
Pod koniec XIX wieku miasto liczyło ponad 4500 mieszkańców.
Na początku XX wieku miejscowość zamieszkiwała niewielka społeczność mariawicka, przynależąca do parafii Przenajświętszego Sakramentu w Łowiczu, filii w Skrzeszewach. Swój cmentarz wyznaniowy posiadali w Zdunach. W miasteczku znajdowała się kaplica obsługiwana przez kapłana Marię Tytusa Siedleckiego, późniejszego biskupa Kościoła Katolickiego Mariawitów.  
W 1924 Żychlin odzyskał prawa miejskie.
Najważniejszym momentem w najnowszej historii miasta było utworzenie w 1921 roku zakładów elektrycznych przez inż. Zygmunta Okoniewskiego. Z biegiem czasu, z uwagi na rozrastający się zakład elektromaszynowy, miasto rosło i nabierało znaczenia wśród okolicznych miejscowości. W latach 70. XX wieku miasto podwoiło swoją liczebność. Na bazie zakładów stworzonych przez inż. Z. Okoniewskiego powstało kilka firm z branży. Trafili tu również inwestorzy z Włoch, Danii i Francji. 

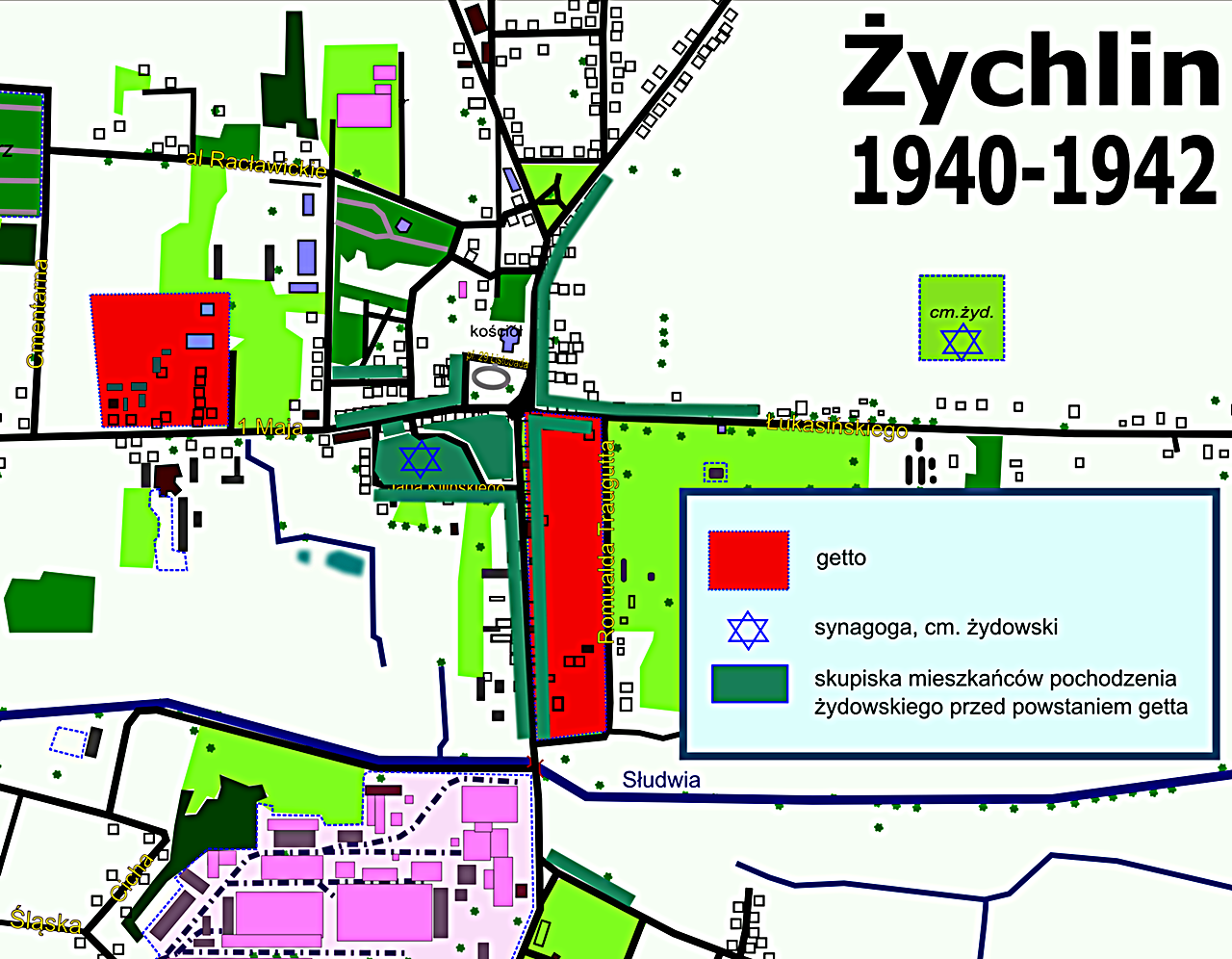
Getta w Żychlinie

W okresie II wojny światowej miasto poniosło wielkie straty, głównie wśród ludności cywilnej – prawie 40% ludności miasta. Żydzi wywiezieni z Żychlina w czasie likwidacji getta, byli eksterminowani w Chełmnie n/Nerem. W czasie działań wojennych kampanii wrześniowej w mieście i w sołectwie Dobrzelin, znajdowały się szpitale polowe, często bombardowane przez lotnictwo niemieckie. W kwaterach wojskowych na miejscowym cmentarzu parafialnym oraz na cmentarzu parafialnym we wsi Śleszyn i wojskowym w Dobrzelinie pochowani są liczni polscy żołnierze.

## Demografia
Dane z 31.12.2017 roku
| Opis                              | Ogółem | Ogółem | Kobiety | Kobiety | Mężczyźni | Mężczyźni |
| --------------------------------- | ------ | ------ | ------- | ------- | --------- | --------- |
| jednostka                         | osób   | %      | osób    | %       | osób      | %         |
| populacja                         | 8 246  | 100    | 4 313   | 52,3    | 3 933     | 47,7      |
| gęstość zaludnienia (mieszk./km²) | 950    | 950    | 497     | 497     | 453       | 453       |

- Piramida wieku mieszkańców Żychlina w 2014 roku[11].

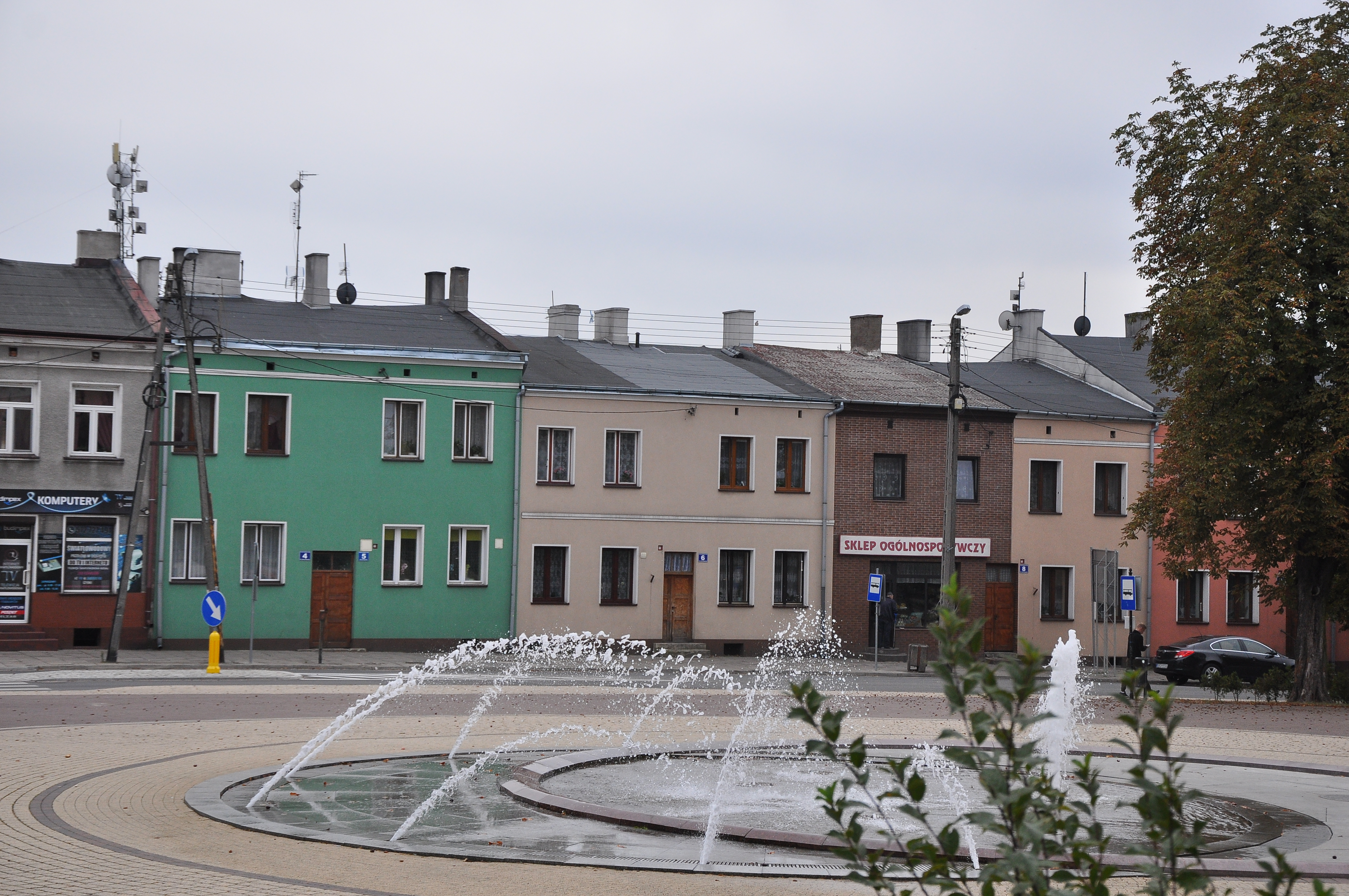
Kamieniczki w centrum miasta

## Zabytki

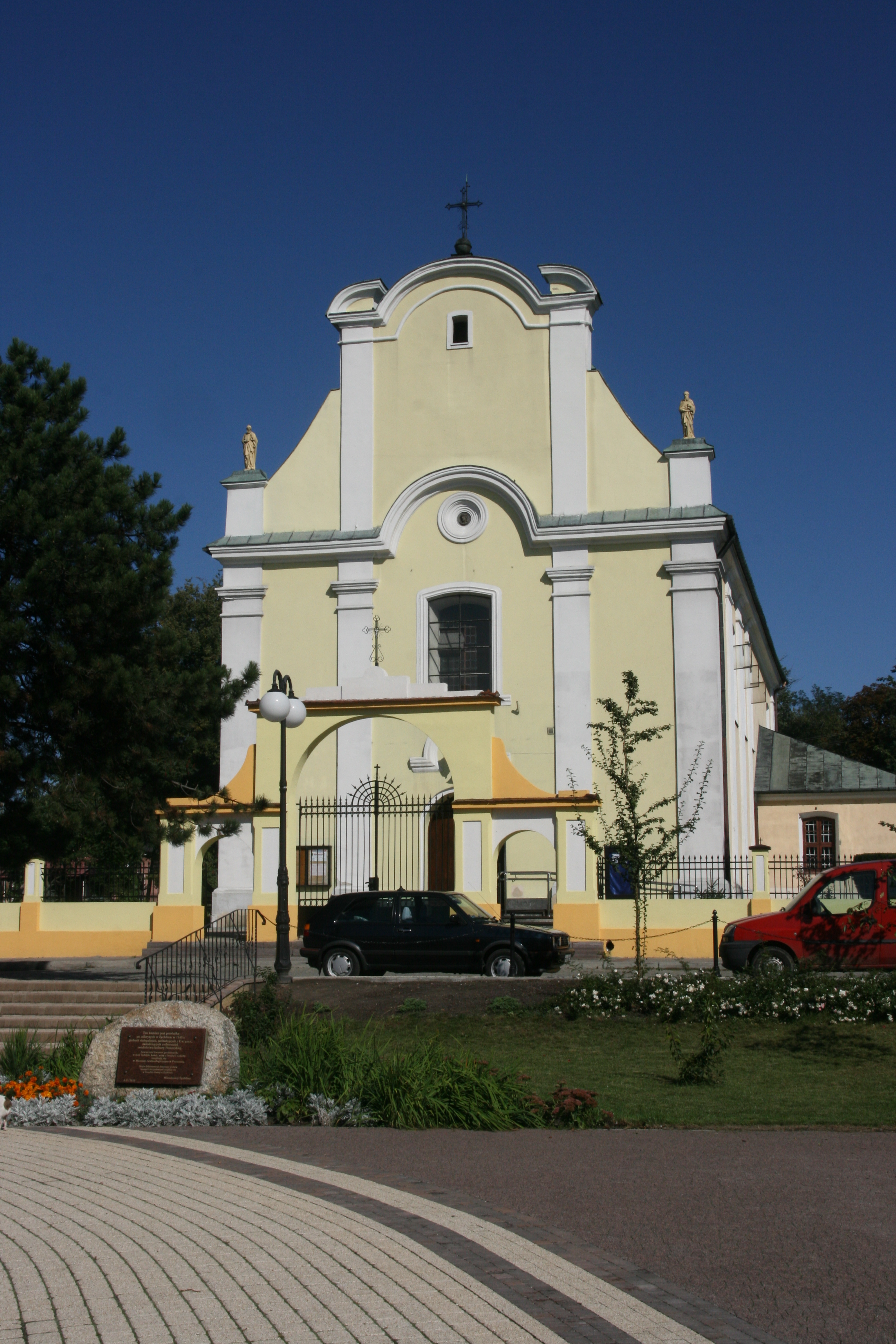
Kościół św. Apostołów Piotra i Pawła

- grób skrzynkowy kultury pomorskiej z ok. 500 roku p.n.e. na placu 29 Listopada (artefakty znajdują się w Muzeum Archeologicznym w Poznaniu)
- zespół kościoła parafialnego św. św. Piotra i Pawła – ul. Jana Pawła II:
  - kościół murowany z 1782[12], rozbudowany w 1838; po 1911 dobudowana kaplica i zakrystia
  - dzwonnica murowana, 1 poł. XIX w.[12]
  - plebania murowana z XIX w.
- kilka kamieniczek mieszczańskich przy dawnym rynku, oznaczonych nr 24-27 z I połowy XIX w. z oryginalnymi oknami i drzwiami – pl. 29 Listopada
- dom z oficynami z XIX/XX w. – pl. Jana Pawła II 17[12]
- dom z początku XIX wieku – ul. Narutowicza
- zespół Cukrowni "Walentynów", od 1921 zajmowany przez zakład EMIT przy ul. Narutowicza 72: cukrownia murowana z 1853, przebudowana w 1921, obecnie hala fabryczna
- dom Pruszaków, murowany, pocz. XX w., przebudowany, obecnie przedszkole; portiernia z 2 poł. XIX w.
- synagoga przy ul. Zdrojowej/Kilińskiego[12]

## Edukacja
- Przedszkola
  - Przedszkole Samorządowe Nr 1 w Żychlinie, ul. 1 Maja 36[13][14]
  - Przedszkole Samorządowe Nr 2 im. Jana Pawła II w Zespole Szkolno-Przedszkolnym w Żychlinie, ul. Żeromskiego 8[13][15]
  - Oddział Przedszkolny w Szkole Podstawowej im. M. Kownackiej w Grabowie, ul. Szkolna 4
- Szkoły podstawowe
  - Szkoła Podstawowa Nr 1 w Żychlinie, ul. 1 Maja 23/25[13]
  - Szkoła Podstawowa Nr 2 im. Jana Pawła II w Zespole Szkolno-Przedszkolnym w Żychlinie, ul. Żeromskiego 8[13][15]
- Gimnazjum Publiczne im. Adama Mickiewicza w Zespole Szkół Nr 1 w Żychlinie, ul. Łukasińskiego 21[13][16] (kończące działalność z dniem 31 sierpnia 2019 r. w związku z reformą oświaty)
- Szkoły ponadgimnazjalne
  - Liceum Ogólnokształcące im. Adama Mickiewicza w Zespole Szkół Nr 1 w Żychlinie, ul. Łukasińskiego 21[13][17]
  - Zespół Szkół im. Bohaterów Września 1939 r. w Żychlinie, ul. Narutowicza 84A[13][18]

## Gospodarka
Żychlin jest siedzibą przedsiębiorstw z branży elektromaszynowej, które w latach 20. i 50. XX wieku, miały największy wpływ na rozwój miasta. Obecnie w Żychlinie, poza spółkami elektromaszynowymi, głównymi pracodawcami są podmioty z branży spożywczej. W 2009 w mieście powstała podstrefa Łódzkiej Specjalnej Strefy Ekonomicznej. 
Do najważniejszych zakładów w Żychlinie należą:
- Zakład Maszyn Elektrycznych EMIT S.A. (kapitał włoski)[20][21]
- Fabryka Transformatorów w Żychlinie Sp. z o.o.[20][22]
- Zakład Narzędziowy NARMOD Sp. z o.o.[20][23]
- MICEL Sp. z o.o. w Żychlinie (kapitał francuski)[20][24]
- UNION CHOCOLATE Sp. z o.o. w Żychlinie[20][25]
- Cargill Polska (kapitał USA)
- Dima Sp. z o.o.(kapitał duński)
- Energa Kogeneracja Sp. z o.o.
- AURA Sp z o.o. Grupa Producentów Owoców i Warzyw

## Miasta partnerskie
- Brody, Ukraina (od 2017 r.)

## Formy ochrony przyrody

### Pomniki przyrody
- dąb szypułkowy „Wojtek” o obwodzie na wys. 1,3 m – 290 cm i wysokości 18 m (na terenie EMIT-u)[12]
- lipa drobnolistna o obwodzie na wys. 1,3 m – 275 cm i wysokości 25 m (za budynkiem d. Przedszkola Nr 2 przy ogrodzeniu EMIT-u)[12]
- lipa drobnolistna o obwodzie na wys. 1,3 m – 205 cm i wysokości 20 m położona na pl. Jana Pawła II przy ogrodzeniu kościoła[12]

## Wspólnoty wyznaniowe
- Kościół rzymskokatolicki (dekanat Żychlin):
  - parafia św. Apostołów Piotra i Pawła
- Świadkowie Jehowy:
  - zbór Żychlin (Sala Królestwa ul. Dobrzelińska 16)[26]